# Pokój w Raciążku
Pokój w Raciążku – porozumienie polsko-litewsko-krzyżackie z 22 maja 1404 roku dotyczące wykupu przez Królestwo Polskie ziemi dobrzyńskiej i zamku w Złotorii oraz potwierdzenia praw Krzyżaków do Żmudzi.

Państwo polsko-litewskie w latach 1386-1434

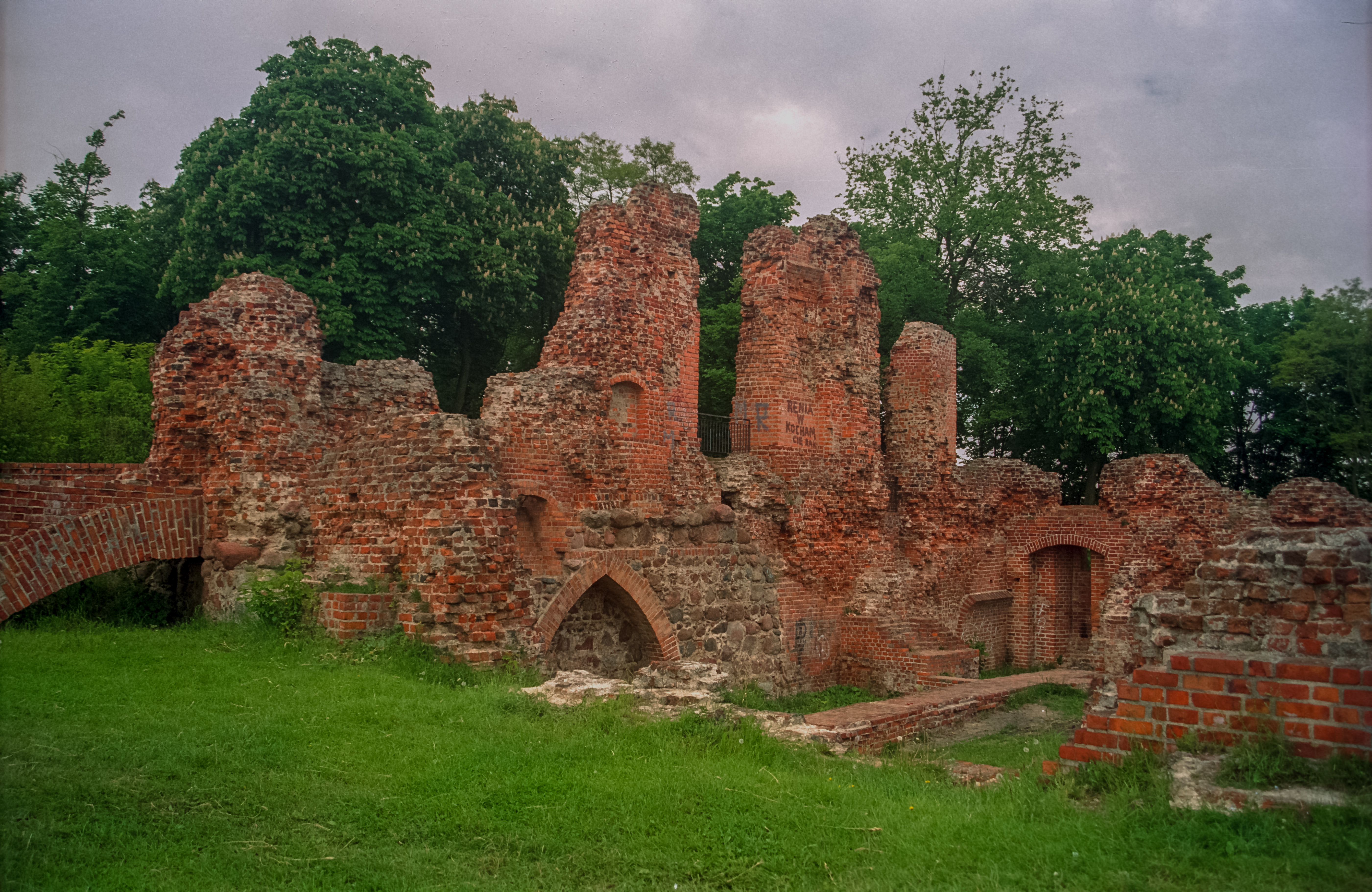
Ruiny zamku w Raciążku

## Tło
Od czasu pokoju salińskiego w 1398 roku Żmudź należała do Zakonu Krzyżackiego. W marcu 1401 roku wybuchło na Żmudzi powstanie przeciwko Krzyżakom, a pod koniec roku Litwa oficjalnie zaczęła pomagać powstańcom. W styczniu 1402 roku litewski książę Świdrygiełło zbiegł do Krzyżaków, z którymi wszedł wcześniej w porozumienie chcąc przy ich pomocy pozbawić władzy na Litwie księcia Witolda. Świdrygiełło w marcu 1402 roku ogłosił się w Malborku Wielkim Księciem Litewskim i zgodził się potwierdzić, że Krzyżacy mają prawa do Żmudzi oraz uznał ich pretensje do Pskowa. Jednocześnie zyskał poparcie prawosławnych bojarów na terenie Litwy. Następnie Świdrygiełło razem z Krzyżakami inflanckimi najechał na Litwę zagrażając Wilnu, ale nie udało mu się pokonać Witolda, którego wsparły wojska polskie (zdobyto krzyżacki Dyneburg i Gotterswerder nad Niemnem). Wspólnemu stanowisku polsko-litewskiemu sprzyjała zawarta w 1401 roku Unia wileńsko-radomska. Zakon odpowiedział wielką wyprawą w lipcu 1402 roku, która jednak nie pokonała Witolda. W lutym 1403 roku Krzyżacy i Świdrygiełło ponowili atak, ale nie byli w stanie uzyskać konkretnych rezultatów. W 1403 roku polska dyplomacja uzyskała od papieża bullę zakazującą Krzyżakom atakowania Litwy. Doprowadziło to do rozejmu, na mocy którego Krzyżacy w 1404 roku zerwali układ sojuszniczy ze Świdrygiełłą.
W dniach 18-23 maja 1404 roku na zamku w Raciążku przebywali król Władysław II Jagiełło i książę Witold Kiejstutowicz, których posłowie spotkali się z posłami krzyżackimi na wiślanej wyspie pod zamkiem. Negocjacje zakończono 21 maja, a dokumenty podpisano 22 maja na kępie wiślanej pod zamkiem.

## Postanowienia pokoju
- król Władysław Jagiełło otrzymał prawo wykupu ziemi dobrzyńskiej od Zakonu Krzyżackiego za kwotę 50 000 florenów węgierskich w ciągu 1 roku i 6 tygodni, ziemia dobrzyńska została wykupiona przez Polskę w 1405 roku[1];
- król otrzymał prawo wykupu zamku w Złotorii wraz z okręgiem za kwotę 2400 kop groszy czeskich w ciągu 1 roku i 6 tygodni[1], zamek ten bezprawnie oddał w zastaw Krzyżakom w 1391 roku Władysław Opolczyk;
- książę Witold odnowił postanowienia pokoju salińskiego i potwierdził rezygnację ze Żmudzi[1];
- wielki mistrz Konrad von Jungingen zrzekł się wszelkich pretensji do Litwy[1];

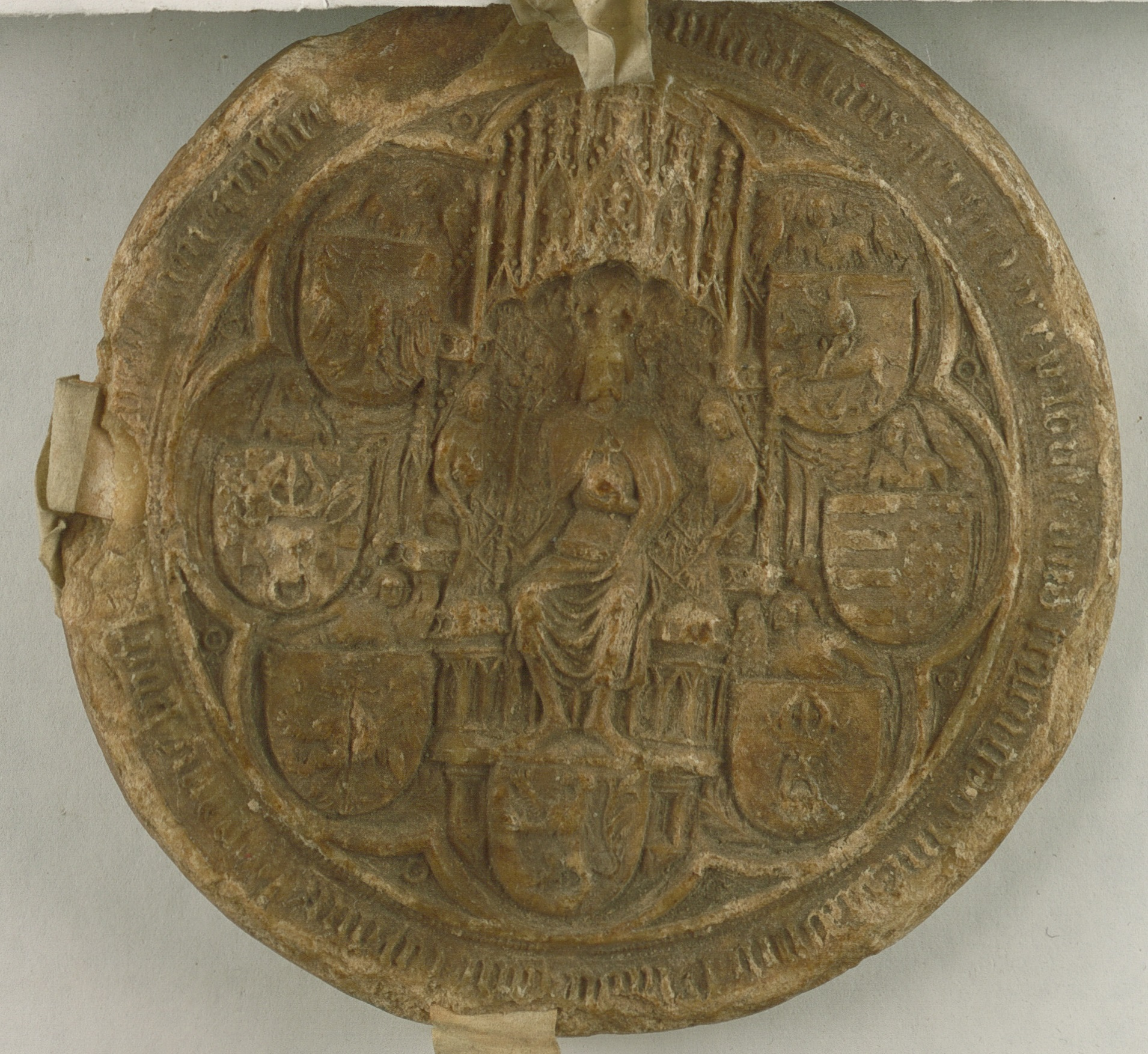
Pieczęć majestatyczna duża króla Władysława Jagiełły

- Pieczęć majestatyczna duża króla Władysława JagiełłyKonrad von Jungingen zobowiązał się nie zawierać sojuszy z ludźmi, którzy mogliby być szkodliwi dla Korony Królestwa Polskiego[1]. Zobowiązanie to dotyczyło m.in. Świdrygiełły;
- król i wielki mistrz potwierdzili pokój kaliski z 1343 roku podpisany przez Kazimierza Wielkiego i Zakon[1];
- Władysław Jagiełło jako najwyższy książę litewski potwierdził pokój saliński z 1398 roku, w którym Witold odstąpił Żmudź na rzecz Zakonu Krzyżackiego[1];
- Witold zgodził się, że jeśliby naruszył pokój saliński to naraziłby się na wojnę z Zakonem, która nie objęłaby jednak Królestwa Polskiego i nie naruszyłaby zawartego z nim pokoju[1];
- Witold Kiejstutowicz zobowiązał się nie przyjmować w swoim kraju Żmudzinów przed rozmowami jego pełnomocników z posłami Zakonu[1];
- przy okazji zjazdu Witold zaprezentował też polskie postulaty dotyczące Pomorza Gdańskiego.

## Kolejny spór
Porozumienie okazało się mieć charakter przejściowy, gdy w maju 1409 wybuchło na Żmudzi powstanie przeciwko Krzyżakom, a Ulryk von Jungingen wypowiedział wojnę Królestwu Polskiemu i rozpoczęła się Wielka wojna z zakonem krzyżackim.